# 遍照寺 (真岡市)
遍照寺（へんじょうじ）は、栃木県真岡市にある真言宗智山派の寺院。山号は如意山。本尊は金剛界大日如来。開基（創立者）は足利基氏、中興開基（現在地付近移転）は中村時長。

## 歴史
暦応年間（1338年 - 1339年）足利基氏が京都醍醐寺三宝院門跡菅宮から菊花ご紋章と「如意山寶珠院遍照寺」の寺号を賜り、室町幕府足利尊氏の護守僧三宝院賢俊僧正によって中村城
茅堤に開山し、官寺と呼ばれ、通称「関北霊場中村大師」と命名された。
天文15年（1547年）～24年頃（1555年）頃、中村城最後の城主で宇都宮氏の臣、中村時長が中興開基となり、現在地付近に移転。
永禄元年（1558年）遍照寺焼亡。2代将軍足利義詮の寄進の五重塔や大門、山門など7堂伽藍が焼失。
天正年間（1573年 - 1592年）に現在地に再建。

## 伽藍

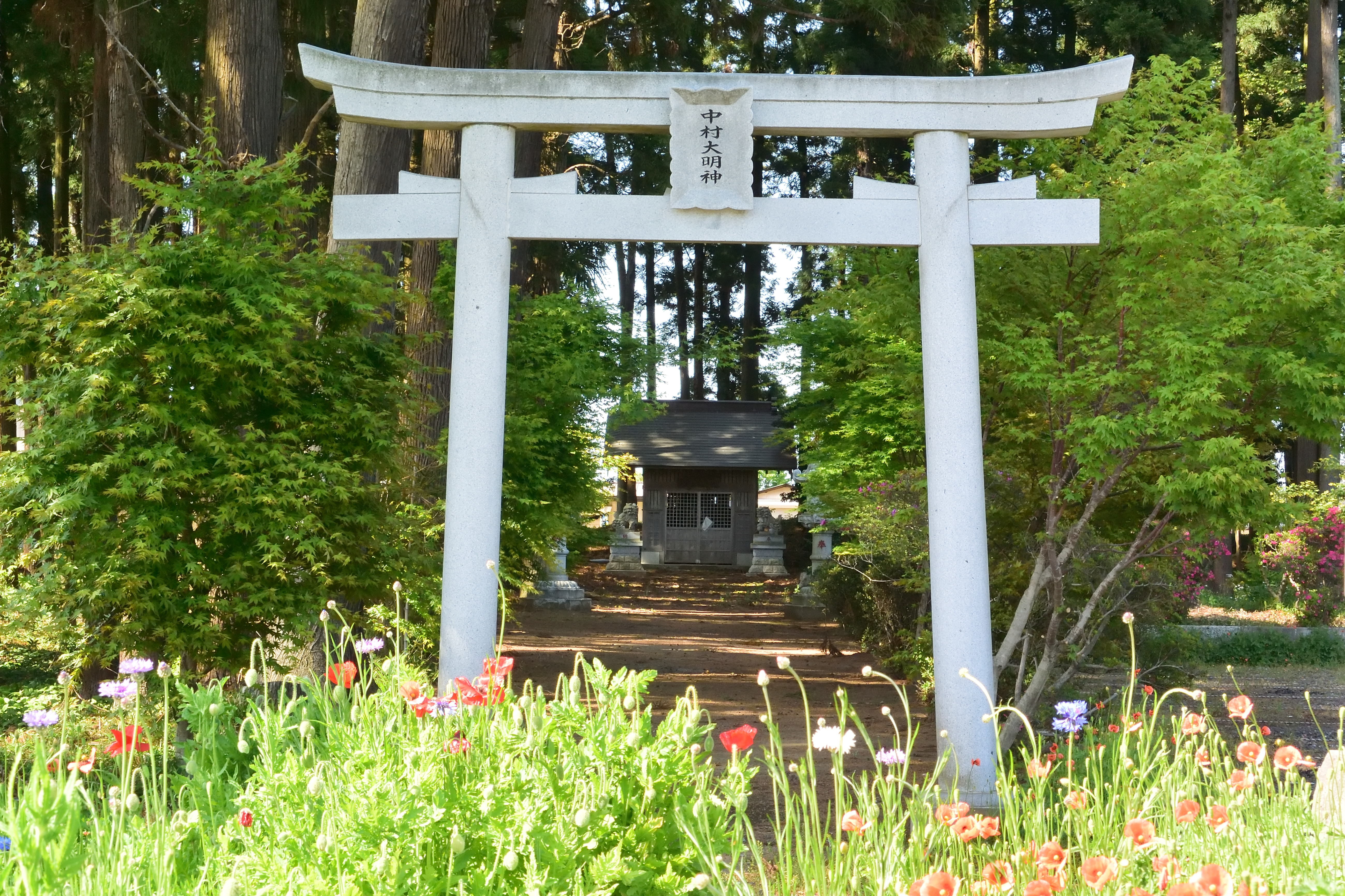
小太郎神社

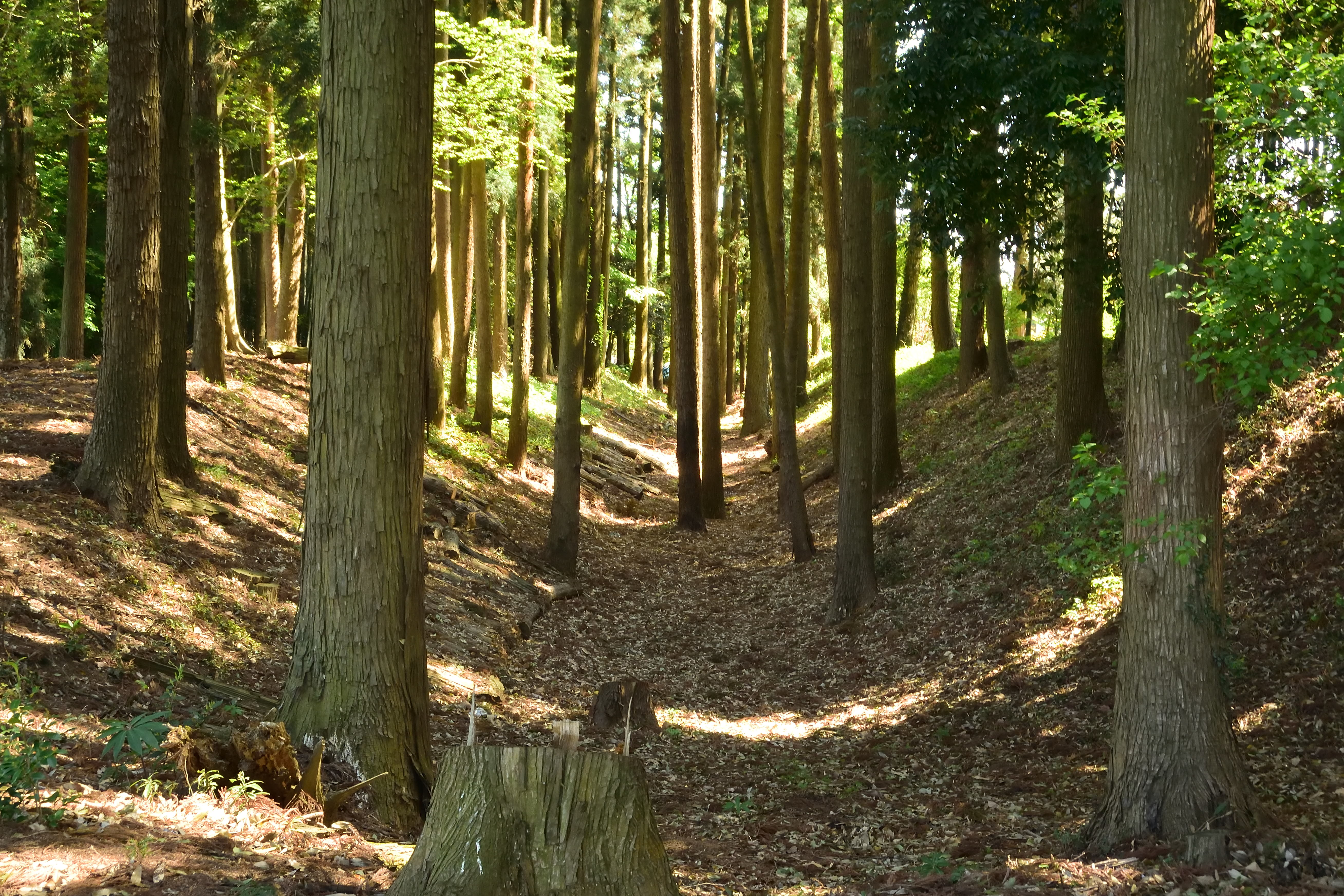
中村城空堀

- 金堂
- 不動堂（市指定文化財）　江戸時代創建
木造不動明王立像（秘仏）
- 大師堂　江戸時代創建
弘法大師像
- 薬師堂　
薬師如来
- 観音堂　
木造馬頭観音坐像
- 講堂
- 庫裏
- 書院
- 小太郎神社
中村城最後の城主中村小太郎時長を奉った神社

なお、遍照寺境内は中村城跡にあり、四方に遺構の空堀を廻らしている。

## 文化財

### 有形文化財
県指定
- 木像大日如来坐像　昭和36年指定
当寺の本尊である金剛界大日如来像。寄木造り。像高51cm、膝開45cm、台座33cm。南北朝時代（貞和2年・1346年）法印康誉（運慶五代の孫）作の銘がある。
- 中村城跡　昭和35年指定
中納言山陰10代の孫、高松院蔵人中村常陸介藤原朝宗（後の中村朝宗）。

市指定
- 胎蔵界大日如来
- 不動堂
- 春日曼荼羅
- 遍照寺文書 平成12年指定
室町時代の文書は古河公方足利成氏書状二点、 足利政氏書状二点、結城晴朝書状一点の五点で、 祈祷の礼状や遍照寺の後任住持の承認など。 江戸時代の文書は水谷氏家老鶴見内蔵助書状の 一点で、いわくつきの不動明王を備中松山から 遍照寺に返還する際の添状などである。

## 天然記念物・樹木
- 遍照寺のカヤ　昭和29年 県指定天然記念物　
樹齢約800年、樹高24m、根本周7m、胸高周6m。文治五年（1189年）、奥州伊達家の祖中村朝宗が、源頼朝から奥州合戦における石那坂の戦いの恩賞として与えられた伊達郡・信夫郡に赴く際に植樹したとする伝承がある。
- 遍照寺のヤブツバキ　市指定名木